# Govindappa Venkataswamy
Govindappa Venkataswamy est un chirurgien ophtalmologiste indien né le 1er octobre 1918, dans l'État du Tamil Nadu, et mort le 7 juillet 2006. 

## Biographie
Govindappa Venkataswamy est né, le 1er octobre 1918, dans une famille d'agriculteurs, habitants d'un village de l'État du Tamil Nadu appelé Vadamalapuram et situé à environ 80 km de Madurai, en Inde du Sud,,. Après des études de chimie, il s'est orienté vers une formation médicale, et a obtenu, en 1944, le titre de docteur en médecine, à la faculté de médecine Stanley à Chennai, et a rejoint le corps médical des Forces armées indiennes pour pratiquer l'obstétrique,. Mais une maladie dégénérative l'a empêché de poursuivre son activité : il a du quitté l'armée, en 1947, pour se soigner. Après avoir repris sa formation pratique dans un hôpital de Chennai, il a dû renoncer à l'obstétrique, à cause de l'arthrite dont il est sévèrement atteint. Venkataswamy s'est alors tourné vers l'ophtalmologie et a obtenu, en 1951, de l'hôpital gouvernemental de Chennai, un diplôme de spécialisation médicale dans ce domaine. Sept ans plus tard, il est nommé directeur du département d'ophtalmologie du collège de médecine gouvernemental de Madurai et, exerçant avec des instruments spécialement conçus pour ses mains arthritiques, chirurgien ophtalmologiste, à l'hôpital Erskine de la même ville, deux postes qu'il a occupés jusqu'en 1976,. Durant une vingtaine d'années, Venkataswamy et son équipe ont réalisé plus de 100 000 interventions de chirurgie oculaire,. À la retraite, il a fondé le centre hospitalier Aravind, un établissement de onze lits, spécialisé en ophtalmologie,.
Venkataswamy  est mort le 7 juillet 2006, à l'âge de 87 ans.
Surnommé « Dr V, Venkataswamy a reçu de nombreuses distinctions dont la Padma Shri en 1973. En 2004, la Société américaine de cataracte et de chirurgie réfractive l'a placé dans son Hall of Fame.

## Hôpitaux
Le problème de la cécité est un sujet de préoccupation majeur dans les pays pauvres où le gouvernement n’est pas en mesure de répondre aux besoins accrus de santé. En Inde, douze millions de gens sont aveugles, la plupart à cause de cataractes survenues avant l’âge de soixante ans (plus tôt qu’en Occident). La cécité est souvent une condamnation à la pauvreté à vie, ou à la mort précoce, puisque le malade ne peut travailler ni s’occuper de lui-même. En concevant un nouveau modèle d'interventions de la cataracte, plus efficient et moins cher, sans nuire à la qualité de l'opération, le Dr Venkataswamy est arrivé à faciliter l'accès aux soins des populations les plus démunies en Inde.

### Origines de l'hôpital Aravind
À 58 ans, Venkataswamy décide de créer son premier hôpital ophtalmologique Aravind pour réaliser une chirurgie de la cataracte à faible coût ; les banques refusant de lui prêter l'argent, il a hypothéqué les bijoux de sa famille et les maisons de ses frères et sœurs pour financer la construction. Le premier hôpital Aravind ouvre en 1976, dans la maison de son frère. Il compte onze lits : six réservés pour les personnes qui ne pouvaient pas payer, les cinq autres destinés aux patients payants. La première année, le Dr Govindappa Venkataswamy effectua 5 000 interventions chirurgicales.[réf. souhaitée]

### Modèle socio-économique d'Aravind et Aurolab
Malgré le succès inédit du premier hôpital Aravind, le nombre des opérations est très limité par le coût élevé de verres à changer — 150 dollars par paire — soit 50 % d'un salaire mensuel de l'époque. Or il semble que l'entrepreneur social David Green est inspiré par la même vision humaniste que Sri Aurobindo et Govindappa Venkataswamy. Ainsi, avec une approche imaginative inspirée par le modèle du management de Mac Donald — David Green découvrit comment réduire le coût à dix dollars la paire et convainc Govindappa Venkataswamy d'ouvrir une usine. La première usine de lentilles Aurolab ouvre en 1992.
L'approche d'Aurolab vise à dégager une petite marge sur les articles vendus en générant un volume de ventes très élevés (comme Mac Donald). Les produits d'Aurolab sont utilisés dans les hôpitaux spécialisés en plus de 120 pays[réf. souhaitée]. En 2014, il fournit 10 % de l'offre mondiale en réalisant un bénéfice de 40 % sur investissement, permettant l'ouverture d'autres hôpitaux Aravind.  

#### Expansion
Depuis son début en 1976, avec un hôpital de onze lits à Madurai, Aravind établit des succursales, autonomes financièrement, à Theni, Tirunelveli, Coimbatore, Pondichéry, Dindigul et Tirupur. Pour augmenter la disponibilité de son service, le Dr Govindappa Venkataswamy a établi une trentaine de magasins dans les villages ruraux. Ces magasins sont équipés de caméras qui permettent aux docteurs d’examiner les patients à distance. Cette innovation a triplé l’accessibilité aux soins.  En 2011, le réseau Aravind en Inde avait une équipe de 3 200 personnes. Dans l'exercice se terminant en mars 2013, 3,1 millions de patients externes ont été traitées et plus de 370 000 interventions chirurgicales effectuées. Au total, depuis 1976, ces hôpitaux reçurent plus de 32 millions de patients et effectuèrent plus de quatre millions d'opérations ophtalmologiques, à un prix modique, dont deux tiers gratuitement. Les cliniques ophtalmologiques de la communauté prennent soin des besoins d'une population semi-urbaine.  
Le modèle socio-économique d'Aravind est reconnu mondialement comme un exemple de combinaison intelligente entre capitalisme et finalités sociales. Les chirurgiens d'Aravind réalisent 2 000 opérations par an, contre 400 dans les autres hôpitaux indiens et 200 aux États-Unis. Ce modèle est devenu un sujet de nombreuses études.